# Thomas Love Peacock
Pour les articles homonymes, voir Peacock.
Thomas Love Peacock, né le 18 octobre 1785 à Weymouth et mort le 23 janvier 1866 à Lower Halliford, près de Shepperton, est un homme de lettres britannique surtout connu pour ses talents satiriques.
L'amitié entre Peacock et Percy Bysshe Shelley ne fut pas sans influence sur leurs œuvres respectives. Celle de Peacock comporte des poèmes et des comédies, mais il reste surtout connu pour ses romans satiriques, construits selon une formule immuable : ses personnages, assis autour d'une table, discutent à bâtons rompus en offrant au narrateur la possibilité de se moquer des opinions philosophiques du jour.

## Biographie

### Débuts
Thomas Love Peacock naquit à Weymouth dans le Dorset en Angleterre. Son père était marchand de verre à Londres et sa mère était la fille d'un officier de marine. Peacock perdit son père à l'âge de trois ans et sa veuve retourna vivre auprès de son propre père à Chertsey. Thomas entra à l'âge de huit ans dans une école privée à Englefield Green qu'il fréquenta pendant cinq ans.
Les productions du jeune Peacock, qui furent pour certaines publiées par Henry Cole, témoignent d'une précocité formelle apte à satisfaire un maître d'école mais sont encore dépourvues de cette imagination débridée et de l'humour qui feront plus tard le succès de son œuvre littéraire. La plus intéressante est une contribution à un concours organisé par un magazine pour la jeunesse, The Juvenile Library, auquel participèrent d'autres écrivains en herbe comme Leigh Hunt, de Quincey, et W. J. Fox. En 1800, Peacock obtint le 11e prix pour un essai sur les qualités comparées de l'histoire et de la biographie.
À l'âge de 16 ans, Peacock s’installa à Londres où il commença par gagner sa vie comme employé de commerce. Visiteur assidu de la bibliothèque du British Museum, il étudia avec ardeur les auteurs grecs, latins, français et italiens. Sans être riche, il gagnait suffisamment bien sa vie pour publier deux volumes de poésie : The Monks of St. Mark (Les moines de Saint-Marc) et Palmyra, dont il ne pouvait espérer tirer un profit financier.
En 1808, Peacock devint secrétaire de Sir Home Popham, commandant l'escadre de Flushing. Il eut du mal à réconcilier ses représentations romantiques de la mer avec la réalité de la vie à bord d'un navire. « Écrire de la poésie ou se livrer à une activité rationnelle dans cet enfer flottant est pratiquement une impossibilité psychologique. Je ne sais pas ce que je donnerais pour être chez moi et passer l'hiver à composer une comédie. » Il réussit à composer plusieurs prologues pour des représentations dramatiques à bord du Venerable. Pendant les neuf années suivantes, il se consacra à l'écriture de comédies et d’œuvres d’un caractère encore plus léger, qui furent un échec en raison de leurs dialogues laborieux, de leurs intrigues tarabiscotées et de leur humour alambiqué. Il fit ses adieux au Venerable en mars 1809. En 1810, il publia un autre poème auquel il songeait depuis 1807, The Genius of the Thames (Le Génie de la Tamise).

### Rencontre avec Shelley
Deux événements marquèrent l'année 1812 : Peacock publia un autre poème assez sophistiqué, The Philosophy of Melancholy (La Philosophie de la mélancolie) mais surtout il fit la connaissance de Shelley. Son éditeur Thomas Hookham fut probablement à l'origine de la rencontre. Hookham dirigeait une bibliothèque de prêts à laquelle Shelley était abonné, et il avait envoyé au poète une copie du Génie de la Tamise. La rencontre était inévitable et l'amitié entre les deux hommes ne fut pas sans influence sur l'œuvre de Shelley, dont Peacock devait être l'exécuteur testamentaire.
Dans les années qui suivirent, tout ce qui est connu de la vie de Peacock est lié à son amitié avec Shelley. Au cours de l'hiver 1813, il accompagna le poète et sa maîtresse, Mary Wollstonecraft Godwin, à Édimbourg. Pendant l'hiver 1814-1815, il fut un visiteur assidu de l'appartement londonien de Shelley. En 1815, il accompagna le couple dans une excursion aux sources de la Tamise. Pendant l'hiver 1815-16 Peacock faisait régulièrement des aller-retours à pied entre Marlow, où il s'était temporairement installé, et Bishopgate où résidait Shelley. C'est chez ce dernier qu'il fit la connaissance de Thomas Jefferson Hogg, ami de longue date du poète et son futur biographe. Ils formaient un cercle érudit, passionné de littérature grecque. L'influence de ces études classiques fut manifeste chez Shelley qui abandonna peu à peu les influences romantiques de ses débuts.
En 1816 parut Headlong Hall, qui marque vraiment l'entrée de Peacock dans la littérature. En 1816 les Shelley se rendirent à l'étranger, confiant à Peacock le soin de leur chercher un nouveau domicile. Il leur trouva un logement non loin du sien, à Great Marlow. Melincourt parut peu après, alors que Peacock était déjà au travail sur Nightmare Abbey et Rhododaphne. Ces deux titres parurent en 1818, alors que Shelley avait de nouveau quitté l'Angleterre. Les deux amis ne devaient plus se revoir.

### Carrière au sein de la Compagnie anglaise des Indes orientales
Le 13 janvier 1819, Peacock écrivait depuis le numéro 5 de York Street, près de Covent Garden : « Je passe désormais mes journées à la Compagnie anglaise des Indes orientales de 10 heures 30 à 16 heures 30, où je me consacre aux affaires indiennes ! Je n'ai pas encore atteint mon objectif, mais je ne doute pas de le faire. Je n'ai pas fait de démarches pour obtenir ce poste qui m'a été offert. Il me fournira largement de quoi vivre pendant deux ou trois ans. Il ne s'agit pas d'un travail de bureau routinier, mais d'un emploi intellectuellement stimulant, qui touche à la finance et au droit, et qui permet d'être très utile non seulement à la compagnie mais aux millions de personnes placées sous son empire. »
Constatant que les aptitudes de son personnel le cantonnaient à des tâches bureaucratiques, les directeurs de la compagnie avaient décidé de recruter des agents plus qualifiés pour le bureau de contrôle, notamment Peacock et James Mill. Mills reçut un salaire d’environ 800 livres sterling par an, mais le montant du salaire de Peacock n'est pas connu. Il dut passer une série de tests avant d'être définitivement engagé.
En 1819, Peacock emménagea dans une maison au 18 de Stamford Street et en 1820, il épousa Jane Griffith ou Gryffydh dont il eut trois filles. L'une d'elles, Mary Helen, épousa le romancier George Meredith en 1849. L'épouse de Peacock, Jane, mourut en 1865.
En 1822, Peacock publia Maid Marian, qui fut adaptée pour la scène où l'œuvre connut un vif succès ; elle fut rapidement traduite en allemand et en français. Peacock touchait un salaire annuel de 1000 livres qui lui permit d'acquérir une résidence à Lower Halliford qui resta son refuge favori jusqu'à sa mort. En 1829 parut The Misfortunes of Elphin, en 1831 Crotchet Castle, son œuvre la plus achevée.
En 1836, sa carrière professionnelle atteint son apogée avec sa nomination au poste de contrôleur général de la correspondance avec l'Inde, où il succédait à James Mill. Ce poste exigeait d'excellentes aptitudes aux affaires et à la rédaction de documents officiels. Le travail de Peacock soutint la comparaison avec celui de son prédécesseur mais également de son successeur, John Stuart Mill.

### Dernières années
Pendant plusieurs années, Peacock limita sa production littéraire, se contentant de rédiger quelques critiques sur l'actualité lyrique pour le journal The Examiner ; il lui arriva également d'écrire un article pour des revues comme le Westminster Review ou Bentley's Miscellany.
En 1837, Headlong Hall, Nightmare Abbey, Maid Marian, et Crotchet Castle purent publiés ensemble dans le volume no 57 de Bentley's Standard Novels. Vers 1852, Peacock revint à la littérature et devint un contributeur régulier de la revue Fraser's Magazine en publiant des essais littéraires sous la rubrique Horae Dramaticae, dont le premier et probablement le plus réussi a pour sujet une comédie romaine anonyme, Querolus.
En 1856, Peacock prit sa retraite avec une pension généreuse et se retira dans sa maison de Halliford. Les épisodes de son dernier roman, Gryll Grange, parurent tout au long de l'année 1860 dans Fraser's Magazine.
Peacock mourut à Lower Halliford, près de Shepperton, à l'époque dans le Middlesex et aujourd'hui dans le Surrey, le 23 janvier 1866, de la suite des blessures dues à un incendie au cours duquel il avait voulu sauver sa bibliothèque.

## Œuvre
Peacock occupe une place de choix parmi les satiristes britanniques. Connue surtout d'une petite élite, son œuvre décourage par ses prérequis culturels mais également par le refus de son auteur de se soumettre aux contraintes narratives suivies par les romanciers classiques. Il ne se préoccupe pas de raconter une histoire, ni de ce qui arrive à ses personnages qui ne sont que des « caractères » ou des allégories, incarnant des qualités abstraites telles que la grâce ou la beauté, la bêtise ou la gloutonnerie. Ses comédies doivent beaucoup à Aristophane, dont elles partagent les défauts, mais aussi les qualités.

### Romans
- Headlong Hall[4] (1815) [2e version corrigée en 1837], trad. [Id.], éditions L'Âge d'homme, 2004 : Harry Headlong, hobereau gallois entiché de philosophie, invite quatre beaux esprits londoniens à passer les fêtes de Noël dans son manoir : Foster, qui croit au progrès de l'homme ; Escot, convaincu de la dégénérescence de l'espèce ; Jenkison, qui pense que rien ne change, et le révérend docteur Gaster, dont les opinions sont strictement orthodoxes et la recette de la dinde farcie a conquis Headlong. Le moindre incident est propice à des débats contradictoires entre les quatre hommes. La sœur de leur hôte, la belle Capriolletta Headlong, Marmaduke Milestone, jardinier-paysagiste, le physiologiste Cranium et sa ravissante fille, Cephalis Cranium, les critiques Gall (« Bile ») et Treacle (« Mélasse »), les poètes Nightshade (« Nuance nocturne ») et Mac Laurel (« Mac Laurier »), le violoniste amateur Cornelius Chromatic avec ses filles Tenorina et Graziosa, le peintre Sir Patrick O'Prism accompagné de sa tante, Miss Philomela Poppyseed, et l'encyclopédique Panscope sont aussi de la fête.
- Melincourt (1817) Traduit en français par Aline Verdier de Lacoste.
- Nightmare Abbey (1818), trad. L'Abbaye du cauchemar, José Corti, 1999, ou [Id.], éditions L'Âge d'homme, 2004
- Robin Hood, ou la Forêt de Sherwood [« Maid Marian »], Paris, éditions Corbet, 1826 (1re éd. 1822), 300 p. (lire sur Wikisource)
- The Misfortunes of Elphin (1829)
- Crotchet Castle (1831), trad. [Id.], éditions L'Âge d'homme, 2004
- Gryll Grange (1861)

### Poésie
- The Monks of St. Mark (1804?)
- Palmyra and other Poems (1805)
- The Genius of the Thames: a Lyrical Poem (1810)
- The Genius of the Thames Palmyra and other Poems (1812)
- The Philosophy of Melancholy (1812)
- Sir Hornbook, or Childe Launcelot's Expedition (1813)
- Sir Proteus: a Satirical Ballad (1814)
- The Round Table, or King Arthur's Feast (1817)
- Rhododaphne: or the Thessalian Spirit (1818)
- Paper Money Lyrics (1837)

### Essais
- The Four Ages of Poetry (1820)
- Recollections of Childhood: The Abbey House (1837)
- Memoirs of Shelley (1858-60)
- The Last Day of Windsor Forest (1887) [composed 1862]
- Prospectus: Classical Education

### Œuvres dramatiques
- The Three Doctors
- The Dilettanti
- Gl'Ingannati, or The Deceived (translated from the Italian, 1862)

## Sources
- (en) Garnett, R. (1891). Introduction. In T. L. Peacock, Headlong Hall, p. 7–43. J. M. Dent & Co.
- (en) The Thomas Love Peacock Society (consulté en décembre 2004)